# Revetal/Bergsåsen
Revetal/Bergsåsen är en tätort i Tønsbergs kommun i Vestfold fylke i sydöstra Norge. Orten ligger vid fylkesväg 35, väster om Europaväg 18, nordväst om staden Tønsberg. Den omfattar bland annat bebyggelse i orterna Revetal, Bergsåsen, Valleåsen och Ramnes. Här finns Ramnes kyrka.
Tidigare har orten tillhört dåvarande Ramnes kommun, med Ramnes som centralort, därefter dåvarande Re kommun, med Revetal som centralort.